# Stiga Sports

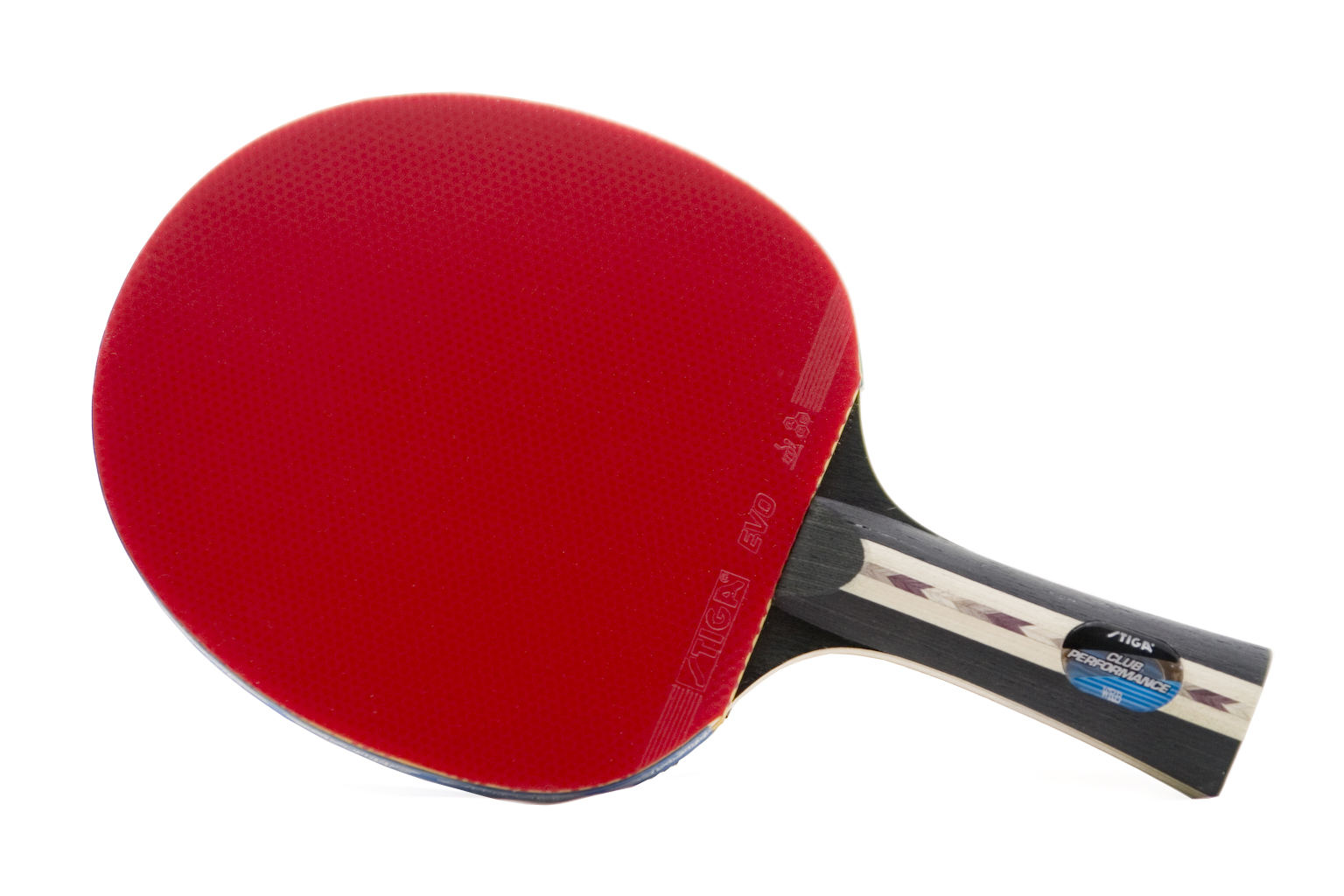
Stigaracket

Stiga Sports är en svensk leverantör och tillverkare av bordtennisprodukter och lekutrustning. Huvudkontoret och tillverkning av bordtennisstommar och pulkor ligger idag i Eskilstuna. Stiga Sports går tillbaka till Banda som grundades 1966 av Bengt Bandstigen och som 1984 tog över Stigas bordtennisverksamhet. Stiga Sports ägs idag till 50% av familjen Bandstigen och 50% av Escalade Sports. Stiga Sports har även kontor i Norge, Finland, Danmark, Tyskland, Österrike, Frankrike och Kina.
Stiga startade sin tillverkning av bordtennisprodukter 1944 och blev snabbt ett välrenommerat bordtennismärke. 1984 förvärvade Bengt Bandstigen Stiga Table Tennis från Stiga. Han ägde sedan tidigare företaget Banda som också tillverkade bordtennisprodukter. Företaget hette under 90-talet och fram till 2006 Sweden Table Tennis, men då även Stigas leksakstillverkning förvärvades 2006 bytte företaget namn till Stiga Sports AB. 
1999 tog Mats Bandstigen över ledningen av företaget.
VD för Stiga Sports är sedan maj 2016 Andreas Zandrén.
Företaget var från 2017 till 2024 huvudsponsor och namngivare till inomhusarenan Stiga Sports Arena i Eskilstuna.